# Christoph Arnold (poète)
Pour les articles homonymes, voir Christoph Arnold et Arnold.
Christoph Arnold (né le 12 avril 1627 à Hersbruck, mort le 30 juin 1685 à Nuremberg) est un théologien et poète allemand.

## Biographie
Le fils du pasteur Caspar Arnold (1599–1666), originaire de Hersbruck, est accepté dans la nouvelle société de poètes grâce à Georg Philipp Harsdörffer en 1645 à l'âge de 17 ans. Son nom est Lerian, sa fleur est la Rosa corymbifera. Après avoir fréquenté l'Egidiengymnasium de Nuremberg et étudié à l'université d'Altdorf, dont il obtient en 1649 l’examen de maîtrise, il est plusieurs années en Angleterre et aux Pays-Bas.
Peu de temps avant son départ, il publie en 1649 Kunstspiegel/ Darinnen die Hochteutsche Sprach nach ihrem merckwürdigen Uhraltertuhm/ ersprießlichen Wachstuhm/ und reich-völligen Eigentuhm/ auf Fünfferlei Gestalten Denkzeitweis außgebildet, l'une des œuvres grammaticales de la période baroque dans le cadre des études linguistiques de Justus Georg Schottelius.
De retour à Nuremberg, il y travaille à partir de 1653 comme diacre à l'église Notre-Dame et comme professeur de poésie, d'éloquence et de langue grecque à l'Auditorium Publicum de l'Egidiengymnasium. En 1657, sa théorie de style latin Linguae latinae ornatus est imprimée en grand nombre, à laquelle une édition du manuel de rhétorique de Nicolaus Vernulaeus est ajoutée en 1658.
Arnold est particulièrement intéressé par la culture byzantine et les études orientales. Il écrit plusieurs traités latins sur l'histoire comparée de la religion, l'histoire de l'Asie du Sud-Est et la numismatique, un commentaire sur Flavius Josèphe et édité des textes sur l'antiquité classique grecque et romaine par Homère, Valerius Caton et Publius Pomponius Secundus.
Ses compilations sur le Japon, la Corée et le Siam sont également significatives, il y combine les fruits de sa propre lecture avec les manuscrits originaux des explorateurs de l'est de l'Inde et prolongés par de nombreux commentaires. Avec les Ambassades mémorables d'Arnoldus Montanus parues en 1669 , ce sont les récits les plus instructifs du Japon dans la seconde moitié du XVIIe siècle.
En tant que chercheur, il a une correspondance abondante avec de grands intellectuels européens comme Heinrich Meibom, Johann Friedrich Gronovius, Konrad Samuel Schurzfleisch et Antoine-Ulrich de Brunswick-Wolfenbüttel.
Arnold n'est impliqué dans les écrits du Pegnesischer Blumenorden que dans les premières années. Néanmoins, il est en bons termes avec son deuxième chef Sigmund von Birken jusqu'à sa mort et travaille avec lui à plusieurs reprises. En avril 1671, il est couronné poète par Birken.
Il est l'auteur de nombreuses opuscules occasionnels, en particulier sur les événements sociaux dans les familles patriciennes de Nuremberg. Mais surtout il est connu comme un écrivain de chants sacrés. Ils sont souvent mis en musique par l'organiste de Nuremberg Paul Hainlein.
Au cours de sa vie, Arnold rassemble une vaste collection de livres et, avec son frère Andreas, possède l'une des plus grandes bibliothèques privées de la ville libre de Nuremberg. La grande qualité de cette collection et son importance culturelle et historique sont rendues accessibles grâce à un catalogue.